# UPM
UPM-Kymmene Oyj (UPM-Kymmene Corporation, произносится: «Ю-Пи-Эм Кюммене») — финская деревообрабатывающая компания. Штаб-квартира — в Хельсинки.

## История
Основана в 1996 году путём слияния компаний Kymmene Corporation и Repola Ltd (а также её дочерней компании United Paper Mills Ltd).
В июне 2012 года объявлено о закрытии деревообрабатывающих заводов UPM в Хейнола и Аурескоски и сокращении более сотни сотрудников. Завод в Каяани продан другому собственнику.

## Собственники и руководство
По состоянию на 31 марта 2013 года, 54 % держателей акций компании — номинальные. Из оставшихся 46 %, 28,98 % акций принадлежат десяти крупнейшим зарегистрированным держателям, среди которых: Norges Bank (7,9 %), BlackRock(5,0 %) и др. Доходность на акцию в 2012 году составила €0,70..
Председатель совета директоров компании — Бйорн Валроос (Björn Wahlroos). Президент — Юсси Пессонен (Jussi Pesonen).

## Деятельность
UPM-Kymmene является крупнейшим из производителей журнальной бумаги в мире, занимает 4 место по производству газетной бумаги, 5 — чистоцеллюлозной. Производство бумаги — основной вид деятельности компании, оно генерирует 67 % оборота UPM. Помимо бумаги корпорация производит целлюлозу, пиломатериалы, фанеру, этикеточные самоклеящиеся материалы и др.
В 2012 году компанией были реализованы 10 711 тыс. тонн бумаги, 679 тыс. тонн фанеры, 3128 тыс. тонн целлюлозы, 1696 тыс. тонн пиломатериалов и 486 ГВт электроэнергии. На 17 предприятиях компании занято около 22 тыс. сотрудников. Консолидированная выручка за 2012 год — €1,3 млрд, чистый убыток — €1,1 млрд.
В октябре 2009 года UPM объявила о принятии новой корпоративной стратегии: «UPM — the Biofore Company», подразумевая ориентированность на био-продукцию, экологическую безопасность производства («bio»), а также техническое совершенство («forefront») и принадлежность к лесной отрасли («forest»).

### UPM в России
В России компании принадлежало предприятие в Новгородской области: фанерный завод в Чудово и  также, офисы: в Санкт-Петербурге, Москве. В 2023 году активы Кюммене-Чудово были проданы другой финской компании.
В апреле 2008 года UPM и российская группа «Свеза» подписали соглашение о строительстве лесопромышленного комплекса в Вологодской области, включающего целлюлозный комбинат, лесопильный завод и завод по производству строительных плит OSB общей стоимостью более миллиарда евро. Позднее от этого проекта стороны отказались.

## Интересные факты
Старейшее предприятие UPM — Papeteries de Docelles — расположена на северо-востоке Франции в департаменте Вогезы. На этой фабрике, основанной в 1478 году, по сей день выпускается бумага ручным способом. На фабрике трудится 185 человек. По состоянию на август 2013 компания находилась в процессе продажи завода.
Логотип компании — грифон — считается самым старым из непрерывно использующихся корпоративных символов Финляндии. Логотип был создан в конце XIX века знаменитыми художниками Хуго Симбергом и Луисом Спарре, по большей части как торговая марка для торговли с Россией.